# Глазчатая муравьянка
Гла́зчатая муравья́нка (лат. Phaenostictus mcleannani) — вид воробьинообразных птиц из семейства типичных муравьеловковых (Thamnophilidae), выделяемый в монотипический род глазчатых муравьянок (Phaenostictus). Эта птица распространена в Колумбии, Коста-Рике, Эквадоре, Гондурасе, Никарагуа и Панаме. Длина тела — 19,5 см. Когда птицы спокойные они издают быстрый писклявый звук «пии-пии-пии-пии-пиипии-и-и-и-и-ир-ир», обычно снижая последние звуки, когда птицы потревожены они издают резкий «виррр» и громкий «чип-ип-ип».

## Подвиды
Раньше в виде выделяли 4 подвида, но вследствие ревизии подвидов глазчатой муравьянки у P. m. chocoanus (с востока Панамы и северо-запада Колумбии) различий от номинативного подвида (P. m. mcleannani) не обнаружено — P. m. chocoanus стал синонимом P. m. mcleannani. В виде выделяют 3 подвида:
- Phaenostictus mcleannani saturatus (Richmond, 1896) — восток Гондураса южнее до Коста-Рики и Запада Панамы
- Phaenostictus mcleannani mcleannani (Lawrence, 1860) — восточная и центральная часть Панамы и северо-запад Колумбии
- Phaenostictus mcleannani pacificus Hellmayr, 1924 — юго-запад Колумбии и северо-запад Эквадора